# Armstrong Siddeley Serval
Armstrong Siddeley Serval — британский поршневой 10-цилиндровый двухрядный авиадвигатель воздушного охлаждения, разработанный в 1928 году. В силу сложившейся в компании традиции, мотор получил название по одной из разновидностей семейства кошачьих, сервала.
В его конструкции были использованы элементы одного из предыдущих моторов Armstrong Siddeley, 5-цилиндрового Mongoose; фактически он представлял собой двойной комплект цилиндров от Mongoose, установленный на едином картере и первоначально назывался Double Mongoose.
Большая часть выпущенных двигателей была установлена на авиалайнерах Armstrong Whitworth Atalanta и амфибиях Saro Cloud.

## Модификации
Serval I (также Double Mongoose)
(1931) 340 л.с.
Serval III
(1932)
Serval IIIB
(1932) 310 л.с.
Serval IV
310 л.с.
Serval V
(1933) 340 л.с.

## Применение

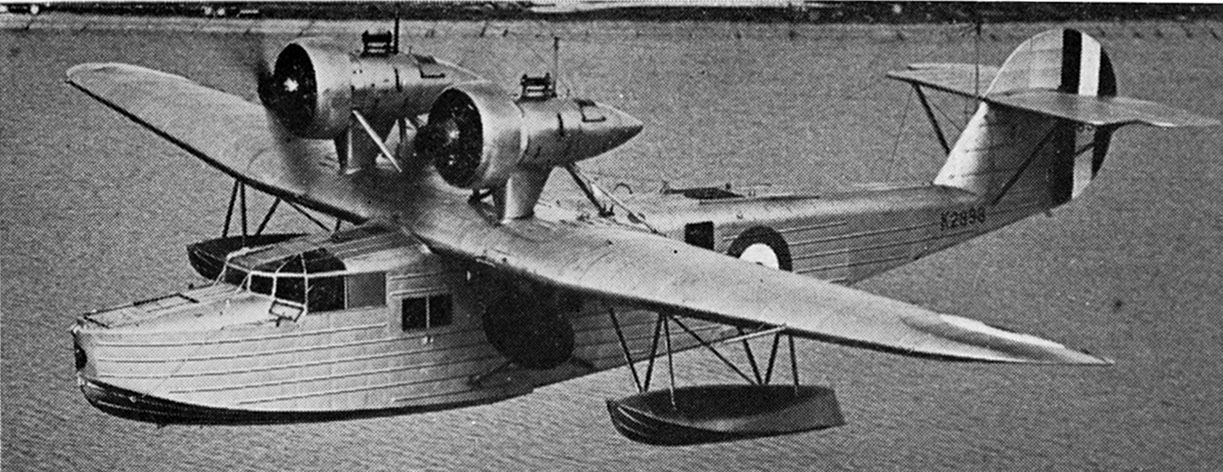
Saro Cloud с двигателями AS Serval

- Airco DH.9
- Armstrong Whitworth Atalanta
- BFW M.36
- Canadian Vickers Vancouver
- Fairey Fox
- ICAR Comercial
- Saro Cloud